# Anomala sexmaculata
Anomala sexmaculata är en skalbaggsart som beskrevs av Benderitter 1921. Anomala sexmaculata ingår i släktet Anomala och familjen Rutelidae. Inga underarter finns listade i Catalogue of Life.